# Corde
Die Corde war ein französisches Brennholzmaß und war dem Klafter gleich. Es blieb trotz der Einführung des neuen Maß- und Gewichtssystems auf Guadeloupe ab Januar 1825 und auf Martinique ab Januar 1928 in Anwendung. Auch in Belgien galt das französische Maß. Das Maß ist nicht mit der Corde oder Schnur, dem Längenmaß beziehungsweise Corda, dem Weinmaß, zu verwechseln.
Eine Variante war
- 1 Corde = 128 Pariser Kubikfuß = 4,3875 Kubikmeter

Der „Grundstapel“ Brennholz war 8 Fuß breit und 4 Fuß hoch. Die Scheitlänge sollte 4 Fuß betragen. Damit glich er dem alten Corde de grand bois.
- 1 Corde de port[3] (Hafenklafter) = 140 Kubikfuß = 4,798816 Ster
  - Abmessung des Stapels: Breite 8 Fuß, Höhe 5 Fuß, Scheitlänge 3 ½ Fuß

Die zweite Variante war
- 1 Corde = 96 Pariser Kubikfuß = 3,2906 Kubikmeter

Der „Grundstapel“ Brennholz war hier um 2 Fuß schmaler, also 6 Fuß breit und 4 Fuß hoch. Die Scheitlänge sollte 4 Fuß betragen. Im Vergleich entsprachen 3 Corde der ersten Variante und 4 Corde der zweiten Variante.
- 1 Voie = ½ Corde

Es ist auch 1 Corde/Corde d’ordonnance/Staatsdomänenklafter mit nur 3 ½ Fuß Scheitlänge bekannt geworden, das waren 112 Pariser Kubikfuß oder 3,837 Kubikmeter.
Als Straßburger Maß hatte die Corde nur 3,23 Kubikmeter.